# Борсипа
Борсипа (сумерски: БАД.СИ. (А) .АБ.БАКИ; акадски: Барсип и Тил-Барсип)  или Бирс Нимруд (идентификован са Нимродом) је археолошко налазиште у провинцији Вавилон у Ираку. Зигурат је данас један од најупечатљивијих преживелих остатака који је у каснијој талмудској и арапској култури идентификован са Вавилонском кулом. Међутим, савремена наука закључује да су га сумерско-акадски градитељи Зигурата у стварности подигли као религиозни објекат у част локалног бога Набуа, названог "сином" вавилонског Мардука, што би  одговарало мањем сестринском граду Вавилона.
Борсипа је био важан древни град Сумера, саграђен је са обе стране језера, око 17,7 km (11,0 mi) југозападно од Вавилона, на источној обали Еуфрата.

## Историја
Борсипа се помиње, обично у вези са Вавилоном, у текстовима од периода Ура III до периода Селеукида, па чак и у раним исламским текстовима. Помиње се и у Вавилонском Талмуду (Шабат 36а). Борсипа је био завистан од Вавилона и никада није био седиште регионалне моћи. Од 9. века пре нове ере град Борсипа је био на граници јужно од које су лежале племенске "куће" Халдеје. 
Јеврејски историчар, Јосиф, спомиње град у вези са ратом Кира Великог и Набонида. Храм Набу у Борсипи срушен је 484. године пре нове ере током сузбијања побуне против ахеменидског краља Ксеркса.

## Археологија
Године 1854. рад у Борсипи спроведен је под вођством Хенрија Кресвикеа Равлинсона, а већину ископања вршили су његови подређени. Равлинсон је лично открио темељне призме из периода Набукодоносора II током рестаурације вршене на храму Набу. Између 1879. и 1881. године на овом месту је ископаовања вршио Хормузд Расам за потребе Британског музеја. Концентрирао се превасходно на Езиду, храм Набуа. Године 1902., Роберт Колдевеј је радио у Борсипи током свог главног истраживања у Вавилону, углавном на храму Набу.
Од 1980. године аустријски тим Леополд-Франзенс-Универзитет Инзбрук  на челу са Хелгом Пиесл-Тренквалдер и Вилфредом Алингер-Ксоличем је током шеснаест сезона вршио ископавања на овом налазишту. Рани радови сконцентрисали су се на велики зигурат Е-ур-имин-ан-ки и касније на храму Набу. Ископавања се тренутно не могу спровести због политичких догађаја. Обавља се обрада резултата ископавања у оквиру пројекта "Упоредне студије Борсипа - Вавилон".
Многи правни административни и астрономски текстови на клинописним таблицама настали у Борсипи и појавили су се на црном тржишту. Архиви су почели да их објављују 1980-их. Натпис Набукодоносора II, „Борсипа натпис“, говори о томе како је обновио храм Набу, „храм седам сфера“, са „циглама племенитих лаписмела“. који је морао бити прекривен богатом плавом глазуром, сигурно био незабораван призор. Аустријски археолози утврдили су да је Набукодоносов зигурат обухватио рушевине мање куле из другог миленијума пре нове ере. Када је завршен, достигао је висину од 70 метара, са седам тераса; чак и у пропасти и даље стоји невероватних 52 метра над савршено равном равницом. Неке табле су пронађене, али се археолози и даље надају да ће открити храмовски архив клинописа, од којих је било неколико примерака у древним асирским библиотекама. Избачен је клесани камен темеља, који детаљно описује Набукодоносоров план да се зигурат у Борсипи изгради по истом плану као у Вавилону, од кога је сачуван само темељ. Небукодоносор је изјавио да ће Набуова кула стићи до неба,што стоји у још једном натпису. Реконструкција под патронатом Бел-Мардука резимирана је на цилиндру Антијоха I на акасдком језику, и представља пример изузетног културног континуитета региона.

## Галерија
- Изворни древни гипсани малтер између цигли од блата, Борсипа, Бабел, Ирак
- Цигла од блата за жигом за изградњу зигурата и храма Набу код Борсипа, Ирак, 6. Век п.н.е.
- Рушевине око зигурата и храма бога Набуа у Борсипи, покрајина Бабел, Ирак
- Оригиналне плочице на горњој површини зигурата и храму Набу у Борсипи, Ирак
- Горња површина рушевина зигурата и храма Набу у Борсипи, Ирак
- Модерни цемент који покрива древне цигле на горњој површини зигурата и храма Набу, Борсипа, Ирак
- Рушевине доњег дела зигурата и храма Набуа у Борсипи, покрајина Бабел, Ирак
- Цигла од блата за жигом за изградњу зигурата и храма Набу , Борсипа, Ирак
- Горњи део Куле језика на зигурату и храм Набу у Борсипи, Ирак
- Рушевине такозване Куле језика на зигурату и храма бога Набуа у Борсипи, покрајина Бабел, Ирак. 6. век пре нове ере
- Рушевине такозване Куле језика из зигурата Набу у Борсипи, покрајина Бабел, Ирак. 6. век пре нове ере
- Рушевине такозване Куле језика, зигурата и храма Набу у Борсипи, Ирак
- Рушевине зигурата и храм бога Набу, Борсипа,покрајина Бабел, Ирак, шести век пре нове ере
- Рушевине зигурата и храм бога Набуа у Борсипи, покрајина Бабел, Ирак